# Børn leder børn
 Der er for få eller ingen kildehenvisninger i denne artikel, hvilket er et problem. Du kan hjælpe ved at angive troværdige kilder til de påstande, som fremføres i artiklen.

Børn leder børn er en af principperne i spejderbevægelsen som er baseret på Robert Baden-Powells tanker om børn og ansvar. Han havde erfaret at giver man et barn et ansvar, så vil barnet gøre en stor indsats for at leve op til det ansvar.

## Mafeking
Baden-Powell gjorde sig disse erfaringer da han var kommandant i byen Mafeking i Sydafrika hvor boerne belejrede byen i 217 dage fra 1899 til 1900.
Baden-Powell kunne godt se at hans soldater blev mere og mere trætte, da de konstant var på vagt mod evt. angreb fra boerne, og fik så den tanke at de unge drenge der løb og legede i byen kunne hjælpe. Han var af den holdning at børnene ikke skulle deltage som egentlige soldater, selvom der også i den tid var hære der benyttede sig af børnesoldater.
Baden-Powell oprettede nogle 'Mafeking Patrols', hvor de unge drenge blev sammensat i patruljer med en patruljeleder, og de fik så pålagt opgaver der kunne aflaste soldaterne, det kunne være at hjælpe med at lave mad, sørge for at mad og øvrige forsyninger kom ud til soldaterne, hjælpe med at pleje de syge og sårede, udkig, ordonnanstjeneste m.m.
Da Mafeking blev undsat og boerne blev fordrevet, blev Baden-Powell dekoreret for at have klaret belejringen indtil hjælpen nåede frem. Han blev samtidig en nationalhelt.
The Mafeking Cadets, som de unge drenge blev kaldt, blev den inspiration, der senere fik Baden-Powell til at omskrive sin bog Aids to Scouting til det, der dannede grundlag for spejderbevægelsen, nemlig hæfterne Scouting for Boys.